# معركة أعزاز (1030)
معركة أعزاز هي معركة دارَت في آب 1030 بالقرب من مدينة أعزاز السورية بين الجيش البيزنطي بقيادة الإمبراطور رومانوس الثالث أرغيروس (حكم 1028-1034) شخصيًّا، وقوات إمارة حلب، تحت القيادة الشخصية للأمير شبل الدولة نصر (حكم 1029-1038). هزم المرداسيون الجيش البيزنطي ذو العدد الضخم وأخذوا غنيمةً كبيرةً، على الرغم من أنهم لم يتمكنوا في النهاية من الاستفادة من انتصارهم.
لطالما كانت حلب نقطة اشتعال بين البيزنطة وسكانها العرب، مع مطالبة البيزنطيين بالحماية على المدينة منذ عام 969. في أعقاب الهزيمة التي لحقَت بالحاكم البيزنطي لأنطاكية على يد المرداسيين، شن رومانوس حملة ضد حلب. على الرغم من قلة خبرته في الأمور العسكرية، قرر رومانوس قيادة الجيش شخصيًّا، مما دفع المؤرخين البيزنطيين المعاصرين إلى الإشارة إلى أن الهدف من الحرب هو السعي وراء المجد العسكري، بدلًا من الحفاظ على الوضع الراهن. وصل رومانوس إلى أنطاكية في 20 تموز 1030 على رأس جيشه، الذي يُقدِّره المؤرخين المعاصرين بحوالي 20 ألف جندي. بسبب ضعف المرداسيون فقد أرسلوا مبعوثين بمبادرات سلام بما في ذلك دفع الجزية، لكن رومانوس، كان واثقًا من النجاح، فرفض المبادرات واحتجز السفراء العرب. على الرغم من أن لواءاته حثوه على تجنب الحرب في الصيف السوري الحار والجاف، قاد رومانوس قواته إلى الأمام. كان جيش المرداسيين أقل وأضعف بكثير، حيث بلغ 700-2000 رجل وفقًا للمصادر، لكنه كان يتألف في الغالب من سلاح الفرسان الخفيف البدوي، والذي تمتع بحركة فائقة ضد خصومهم المدججين بالدروع الثقيلة.
اشتبك الجيشان في أعزاز شمال غرب حلب حيث أقام البيزنطيون معسكرًا. نصب المرداسيون كمينًا ودمروا القوة الاستطلاعية للبيزنطية، وبدأوا في مضايقة المعسكر الإمبراطوري. بدأ البيزنطيون يعانون من العطش والجوع بسبب عدم قدرتهم على جلب إمدادات عسكرية في بيئة حارة أقرب للصحراء، في أثناء صدهم هجمات القوات المرداسيين. وأخيرًا، في 10 آب، بدأ الجيش البيزنطي انسحابه إلى أنطاكية، لكنه سرعان ما انهار في الفوضى. استغل العرب الفرصة لمهاجمة البيزنطيين المضطربين ودحرهم. لم يفلت الإمبراطور رومانوس نفسه إلا بفضل تدخل حارسه الشخصي. تجمعت بقايا الجيش الإمبراطوري المتناثرة في أنطاكية. عاد رومانوس إلى القسطنطينية، لكن لواءاته تمكنوا من استعادة الوضع بعد ذلك، وقمع التمردات العربية هناك وإجبار حلب على استئناف الوضع السابق بعد فترة وجيزة عام 1031.

## الخلفية
منذ معاهدة صفر عام 969 استولى البيزنطيون على إمارة حلب وعينوها جزءًا من إمبراطوريتهم، ولكن في السنوات التي سبقت وفاة باسيل الثاني (حكم 976-1025)، كانت الإمارة تحت سلطة الخلفاء الفاطميين في مصر. بحلول الوقت الذي سيطرت فيه سلالة المرداسيين (1025-1080) على المدينة، تراجع النفوذ البيزنطي على حلب وشمال سوريا بشكل عام. وبعد مقتل الأمير المرداسي صالح بن مرداس على يد الفاطميين في معركة الأخوة في فلسطين عام 1029، خلفه أبناؤه الصغار نصر وثمال. استغل كاتيبانو (القائد الأعلى) لأنطاكية، مايكل سبونديلز، قلة خبرة خلفاء الأمير صالح كفرصة لتوسيع الإمبراطورية على أراضي الدولة المرداسية. علاوةً على ذلك، كانت العائلات المسلمة تبني حصونًا لها في الجبال الساحلية، كما بدأت اشتباكات ذات دوافع دينية بين العرب المسلمين والعرب المسيحيين في معرة النعمان، مما كان يستفر سبوندلس. دون إعلام للإمبراطور رومانوس الثالث أرغيروس، أرسل سبوندلز قوة بيزنطية ضد المرداسيين، لكن قبيلة بني كلاب أبادتهم في قرية الهوى في تموز 1029. كانت كلاب، التي انبثقت منها سلالة المرداسيين، أقوى قبيلة عربية في شمال سوريا وكانت جوهر جيش المرداسيين.
تختلف الروايات فيما يتعلق بدوافع رومانوس الثالث لمهاجمة المرداسيين والسيطرة على حلب. وفقًا للمؤرخين العرب في العصور الوسطى يحيى الأنطاكي (المتوفى 1066) وابن العديم (المتوفي 1262)، قرر رومانوس الانتقام لهزيمة سبوندلز، الذي طرده. من ناحية أخرى، يعتقد المؤرخان البيزنطيان المعاصران جون سكايليتزيس ومايكل بسيلوس أن الحملة الوشيكة كانت مدفوعةً بسعي رومانوس لتحقيق المجد. على الرغم من افتقاره للخبرة العسكرية، كان رومانوس حريصًا على تقليد أفعال باسيل الثاني وأسلافه؛ وفقًا لسيلوس، أراد رومانوس محاكاة الأباطرة الرومان القدماء مثل تراجان وأغسطس، أو حتى الإسكندر الأكبر. يقترح المؤرخ الحديث سهيل زكار أنه يجب التعامل مع جميع النسخ المذكورة أعلاه بحذر، ويؤكد أن رومانوس قد تصرف على الأرجح لأنه أراد استقلال حلب عن عدوه الرئيس العرب - سواءً كانوا فاطميين أو مرداسيين - لصالح البيزنطة، فاعتقد أنهم قادرون على غزو المدينة وإمارتها في أعقاب موت صالح. ويُدل على ذلك وجود منصور بن لؤلؤ في حاشية رومانوس، وهو حاكم سابق لحلب وخصم للمرداسيين، والذي ربما سعى رومانوس إلى تنصيبه حاكمًا شكليًّا مكان الأخير. علاوةً على ذلك، في رسالة أرسلها إلى نصر وثمال، أعرب رومانوس عن قلقه من أن «أعداء أمراء المرداسيين من العرب أنفسهم... قد ينتزعون المدينة منهم» بسبب «شبابهم وقلة خبراتهم» وطالبهم بتسليم حلب له مقابل الدفع.

## المقدمة

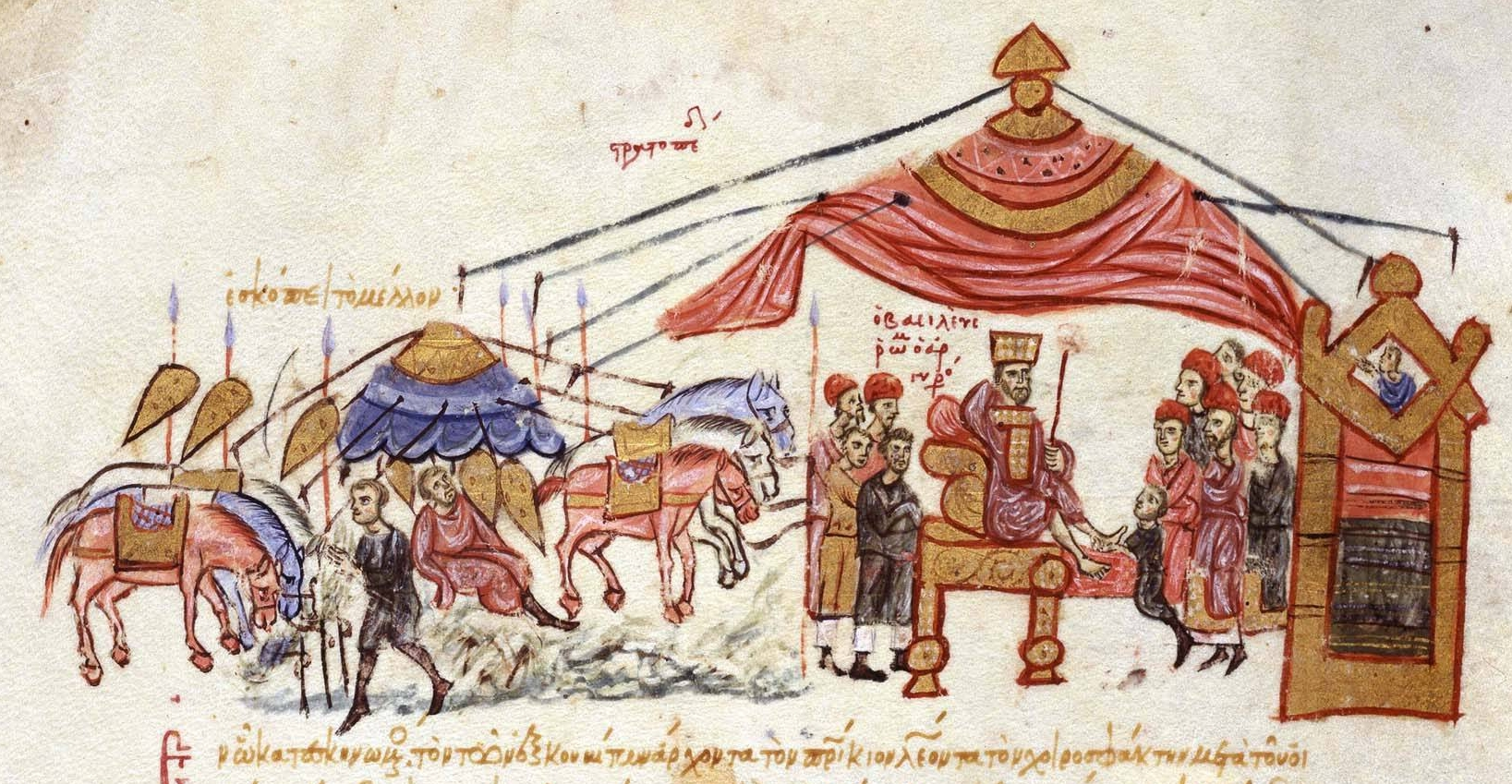
صورة مصغرة من Madrid Skylitzes، تُظهر رومانوس الثالث مخيمًا بالقرب من أعزاز مع جيشه.

في آذار 1030، غادر رومانوس القسطنطينية، وقاد بنفسه الحملة ضد حلب. وفقًا لسيلوس، كان رومانوس واثقًا جدًّا من نجاحه لدرجة أنه أعد تيجانًا خاصة لنصره القادم، وقام بدخول عظيم إلى أنطاكية، والذي وصل إليه في 20 تموز. بعد أن علم نصر بقرب البيزنطيين، أرسل مبعوثين بقيادة ابن عمه مقلد بن كامل، وعرض الاعتراف بالسيادة البيزنطية وإعادة دفع الجزية نظرًا لقلة المقاتلين العرب. وبحسب بسيلوس، فإن مبعوثي نصر «أعلنوا أنهم لم يرغبوا في هذه الحرب، ولم يعطوا (رومانوس) أي ذريعة لها»، لكنهم «اعتبروا أنه ينتهج سياسة التهديد، ولأنه أصر على استعراض قوته سوف يستعدون للحرب إذا لم يغير رومانوس اتجاهه».
شجع رومانوس زعيم قبيلة بني طيء الجراح حسن بن مفرج على مواصلة مسيرته؛ كان الجراح يأمل في استخدام مساعدة الإمبراطور في استعادة أراضي المراعي في فلسطين التي أُجبر الطائييون على التخلي عنها بعد هزيمة البدو قرب بحيرة طبريا على يد القائد الفاطمي أنشتكين الدزبري في العام السابق. وفقًا لسكيليتزيس، نصحه اللواءاتُ الإمبراطور بقبول عرض نصر لتجنب مخاطر شن الحملات في الصحراء السورية القاحلة في الصيف، خاصةً وأن قواتهم لم تكن معتادة على مثل هذه الظروف وكانت مثقلةً بدروعهم الثقيلة. ينعكس هذا أيضًا في آراء العلماء المعاصرين، الذين يشيرون إلى أن بني كِلاب، الذين اعتادوا الحركة السريعة للبدو الرحل، كانت لهم ميزة واضحة على الجيوش البيزنطية الأثقل والأبطأ حركة.
مقتنعًا بأن الحملة ضد حلب ستنجح بسهولة، رفض الإمبراطور نصيحة لواءاته، واحتجز مقلد بن كامل وقاد جيشه نحو أعزاز في 27 تموز. وفي الوقت نفسه، أرسل إلى حسن الجراح رمحًا كدليل على سلطة الإمبراطورية، وأمره بالوقوف جنبًا إلى جنب مع رجاله وانتظار وصوله. وعلق بسيلوس على هذا القرار قائلاً إن رومانوس «اعتقد أن الحرب تقررها الكتائب الكبيرة، وهو يعتمد على الكتائب الكبيرة». نزل الجيش البيزنطي في سهل قاحل في محيط أعزاز وحفر خندقًا دفاعيًّا عميقًا حول موقعه. في غضون ذلك، قام نصر وثمال بعمل استعداداتهما الخاصة. قاموا أولًا بإجلاء العوائل والنساء والأطفال من حلب خوفًا من الهزيمة، وحشدوا محاربي كلاب والقبائل البدوية الأخرى، ولا سيما بنو نمير، وتحت دعوة الجهاد، حشدوا المسلمين من سكان حلب وريفها. كانت غالبية الحشود تحت قيادة ثمال، الذي حرس حلب وقلعتها. كانت القوات المتبقية، المكونة بالكامل من فرسان الكلبيين والنميريين المدرعين، بقيادة نصر، الذي انطلق لمواجهة القوة البيزنطية.
تتنوع الروايات العربية لقوات نصر: سجل المؤرخان الحلبيان ابن العديم والعظيمي (ت 1160) 923 فارسًا، وابن أبي الدم (ت 1244) أحصى 700، أما المصري المقريزي (ت 1442) فسجل 2000، بينما أحصى ابن الجوزي (ت 1200) 100 فارس و 1000 مشاة. من وجهة نظر زكار، فإن الرقم الأخير مشكوك فيه إلى حد كبير حيث ترى جميع المصادر تقريبًا أن قوة نصر كانت مكونة بالكامل من سلاح الفرسان. يُقدر العلماء المعاصرون الجيش البيزنطي بحوالي 20000 رجل ويحتوي على العديد من المرتزقة الأجانب. على النقيض من تعدادهم الدقيق لقوات نصر، إلا أن المؤرخين العرب سجلوا أرقامًا متفاوتة جدًّا بين 300000 و600000 جندي بيزنطي.

## المعركة

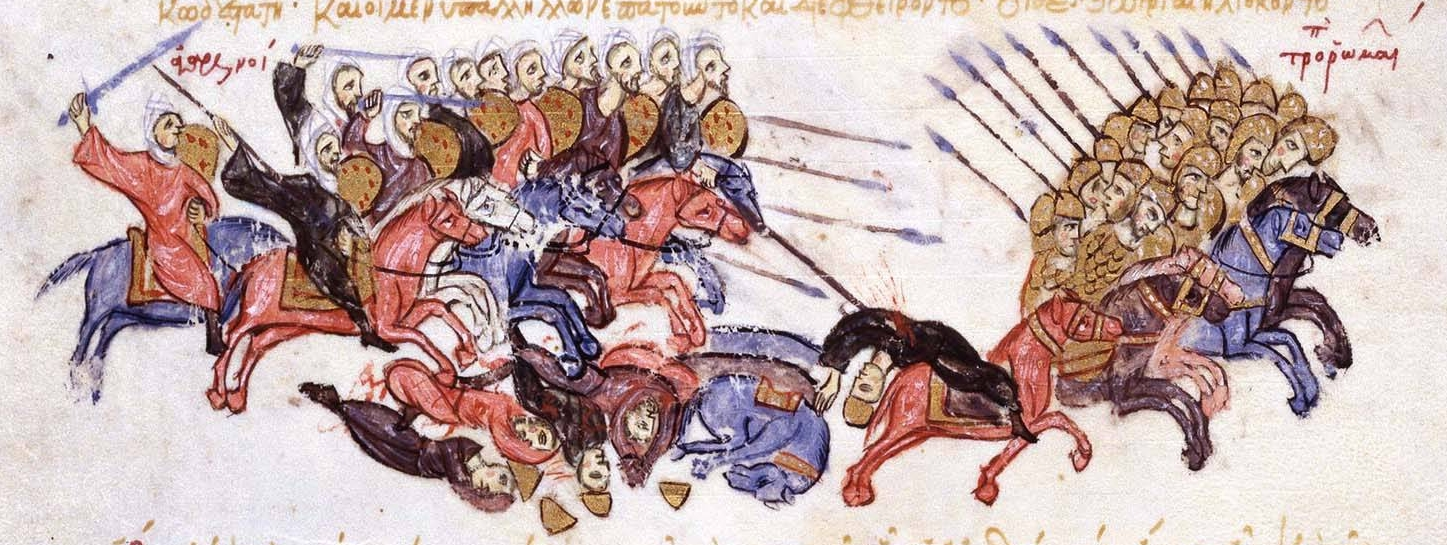
صورة مصغرة من "مدريد Skylitzes" تظهر العرب يدحرون البيزنطيين للخروج من أعزاز

## أعقاب الحرب

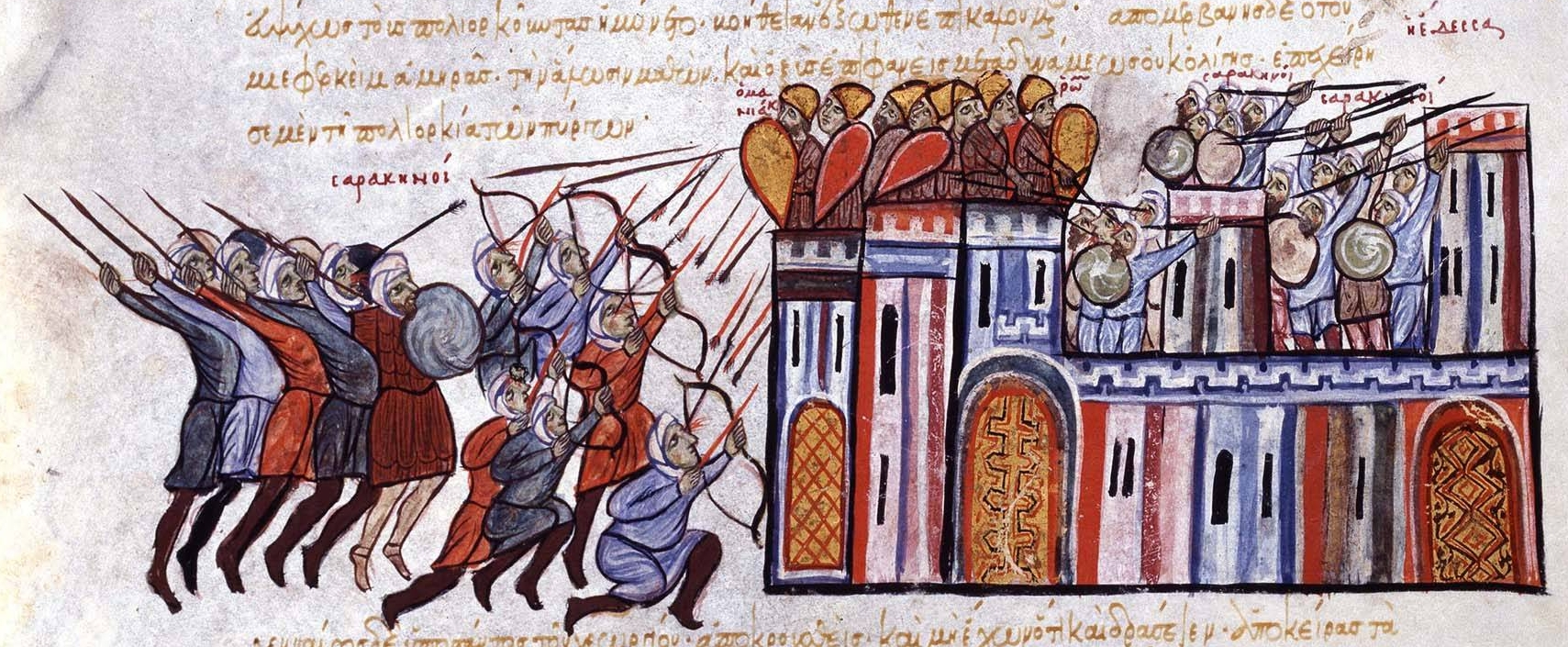
صورة مصغرة من "Madrid Skylitzes" تُظهر مانياكس وهو يدافع عن قلعة إديسا من العرب بعد استيلائه عليها